# Ложниково (Нижньогірюнінське сільське поселення)
Ло́жниково (рос. Ложниково) — село у складі Балейського району Забайкальського краю, Росія. Входить до складу Нижньогірюнінського сільського поселення.

## Населення
Населення — 98 осіб (2010; 156 у 2002).
Національний склад (станом на 2002 рік):
- росіяни — 99 %